# Mycocitrus phyllostachydis
Mycocitrus phyllostachydis är en svampart som först beskrevs av Hans Sydow, och fick sitt nu gällande namn av Yoshim. Doi 1967. Mycocitrus phyllostachydis ingår i släktet Mycocitrus och familjen Bionectriaceae.   Inga underarter finns listade i Catalogue of Life.